# Кёльн 50667
Кельн 50667 — это немецкий реалити-сериал телеканала RTL II. Он выходит в эфир с 7 января 2013 года ежедневно вечером с понедельника по пятницу. Съёмки осуществляет кёльнская кинокомпания filmpool. Вначале было заказано 120 серий для первого сезона, однако ввиду высоких рейтингов съёмки продлили на неопределённое время.
Сериал является прямым спин-офф реалити-сериала Берлин — день & ночь. Майке Вебер, одна из главных героинь, была взята из Берлин — день & ночь, чтобы отнести сериал к этому же вымышленному миру. Название сериала относится к почтовому индексу (50667) центрального района г. Кёльна (в районе собора) и дано по аналогии с телесериалом Беверли-Хиллз, 90210.

## Производство
До начала трансляции сериала канал RTL II заказал 120 серий. Благодаря постоянным высоким рейтингам во время показа в марте 2013 года сериал был продлён до конца года, до сих пор было снято и показано 250 серий. В начале октября 2013 года RTL II объявил о продлении ещё на один сезон, 240—250 новых серий было снято до конца 2014 года. Съемки с тех пор продолжаются.